# Austrolimulus
Austrolimulus fletcheri є вимерлим меченосцем, спорідненим сучасному. Голотип і єдиний відомий зразок походить із шарів середнього тріасу в Бруквейлі, Новий Південний Уельс в Австралії.